# Lepidium cuneiforme
Lepidium cuneiforme är en korsblommig växtart som beskrevs av Cheng Yih Wu. Lepidium cuneiforme ingår i släktet krassingar, och familjen korsblommiga växter. Inga underarter finns listade i Catalogue of Life.